# Даугавпільський езуїтський колегіум
Даугавпільський єзуїтський колегіум — навчальний заклад Товариства Ісуса, який діяв у Дінабурзі (Двінську).

## Єзуїти у Дінабурзі до 1761 року
Перші єзуїти (здебільшого з Риги і Тарту) почали час від часу з'являтися у Дінабурзі наприкінці шістнадцятого століття. У 1630 році на кошти смоленського воєводи Олександра Госевської і дінабурзького старости Альфонса Ляцького в містах були заснована єзуїтська резиденція і храм .
Початкова школа в резиденції єзуїтів у Дінабурзі була відкрита в 1638 р. У 1695 р. в ній вже почала викладати риторику, а в 1752 р. з'явився курс філософії. Після руйнівної пожежі 1749 року, яка залишила від резиденції лише пошкоджену цегляну церкву, у 1753 р. починається будівництво нових цегляних корпусів .

## Діяльність колегіума
Перетворення резиденції на колегію сприяло подальшому розвитку дінабургської єзуїтської платформи. У той же час деякі будівлі та приміщення віддавали в розпорядження для задоволення власних потреб. У 1767—1769 рр. у колегіумі викладала курс моральної теології для єзуїтів і єпархіальних семінаристів. З кінця XVIII ст. у колегіумі почали вивчати математику, а також німецьку, французьку та російську мови.
Кількість учнів єзуїтської школи зазвичай була порівняно невеликою (у 1802 р. — 92 особи). У школі-інтернаті навчалося дуже мало учнів: у 1802 р.- 3, у 1803 р. — 2. В школі також працювала і музична бурса, в якій у 1796 р. навчалося 9 дітей, а у 1807 р. — 14 хлопців. У 1784—1803 рр. при колегіумі був розташований (з невеликими перервами) будинок третього випробування. (Третя проба була призначена для всіх членів Товариства Ісуса, які вже були висвячені на священиків і закінчили курс богослов'я. Під керівництвом досвідченого батька-єзуїта, інструктора, учасники Третьої Пробації протягом року вивчали закон Ордена і, вивчаючи листи Ігнатія Лойоли, засновника Товариства Ісуса, поглиблювали своє знайомство з духовністю Ордена, щомісяця проводячи зустрічі у цілковитій тиші)
Рішенням від 19 липня 1803 р. навіціат був переведений з Полоцька в Дінабург. У свою чергу полоцьким єзуїтам передали будинок Третьої пробації. За короткий час у Дінабурзі перевірили десятки нововведень. У 1804 р. їх було 23, у 1805 р. — 34, у 1806 р. — 61, у 1807 р. — 34, у 1808 р. — 28, у 1809 р. — 21, у 1810 р. — 24 та у 1811 р. — 34 особи. Серед них було багато відомих у майбутньому діячів Товариства Ісуса, в тому числі генерал ордену Ян Ротана .
Розбудова колегіуму тривала майже до кінця його закриття. Його розробили архітектори Андрій Жабровський (1780—1786), Фрідріх Морлик (1787—1793), Тадеуш Складовський (1788—1796) та Войцех Абрампальський (1796—1800). Таким чином, у 1806 р. дерев'яна будівля для занять, яка неодноразово знищувалася пожежами, була замінена цегляною будівлею школи .
Не пізніше 1743 р. в резиденції почала працювати аптека, яка користувалася хорошою репутацією в місті та його околицях. У 1763 р. для її лабораторії було збудовано окрему цегляну будівлю. Цікаво, що з 1779 р. Єзуїти передали аптеку лютеранам з Риги.
У 1811 р. через початок будівництва фортеці в Дінабурзі (готуючись до війни з Наполеоном, Російська імперія зміцнила свої західні кордони), єзуїти були змушені залишити місто. Новіціат був переміщений до Пуші, а школа — до Краслава.

## Бібліотека
У колегіумі була невелика бібліотека, яка тривалий час розвивалася завдяки приватним пожертвам. У 1781 р.багато книг було придбано у Вільнюсі. Досить багаті книжкові колекції були залишені колегіумом від загиблих отців єзуїтів: Андрія Янковського, Яна Краснодемського та Людвіка Візгінецького. Книжкові пожертви західноєвропейських єзуїтів, які приїхали до Білорусі після скасування Товариства Ісуса папою Климентом XIV (1773), допомогли поповнити бібліотеку. У 1785 р . бібліотека займала другий поверх нової цегляної будівлі (на першому поверсі, як і в Полоцькому колегіумі, була їдальня). У 1803 р. їй подарували книжкову колекцію Полоцького навіціату. Після закриття колегіуму бібліотечні фонди були направлені до палацу Плятер-Зіберкав у Ліксні, а потім — на засув, який фактично передали до новіціату.

## Визначні постаті колегіума
- Мацей Кананович (1761—1765, 1772—1778; у 1758—1761 — начальник резиденції)
- Адам Шалковський (1765—1768)
- Андрій Кавецький (1768—1771)
- Віктор Щуцький (1771—1772)
- Станіслав Кленовський (1778—1784)
- Францишек Любавицький (1784—1792)
- Якуб Лінкенхайер (1792—1795)
- Петро Естка (1795—1799)
- Казимир Островський (1799—1803)
- Якуб Рогалінський (1803—1810)[1]

### Викладачі
- Войцех Абрампольський, архітектор і математик; ректор Мстиславського єзуїтського колегіуму
- Антоній Корсак, ректор Могилівського єзуїтського колегіуму
- Алаїз Ландес, провінція Білоруської провінції Товариства Ісуса, ректор Полоцької єзуїтської академії
- Клеменс Петровський, професор та секретар Полоцької єзуїтської академії
- Джон Ротан, 21-й генерал Товариства Ісуса
- Станіслав Венвіетоховський, провінція Білоруської провінції Товариства Ісуса, провінція Галицької провінції Товариства Ісуса

Залишаючи університет Вільнюса, відомий астроном і педагог Мартін Почобут-Адленицький провів останні півтора року свого життя з дінабургськими єзуїтами.